# کارن اکرز
کارن اکرز (انگلیسی: Karen Akers؛ زادهٔ ۱۳ اکتبر ۱۹۴۵) یک هنرپیشه اهل ایالات متحده آمریکا است.